# Gruppo Locale

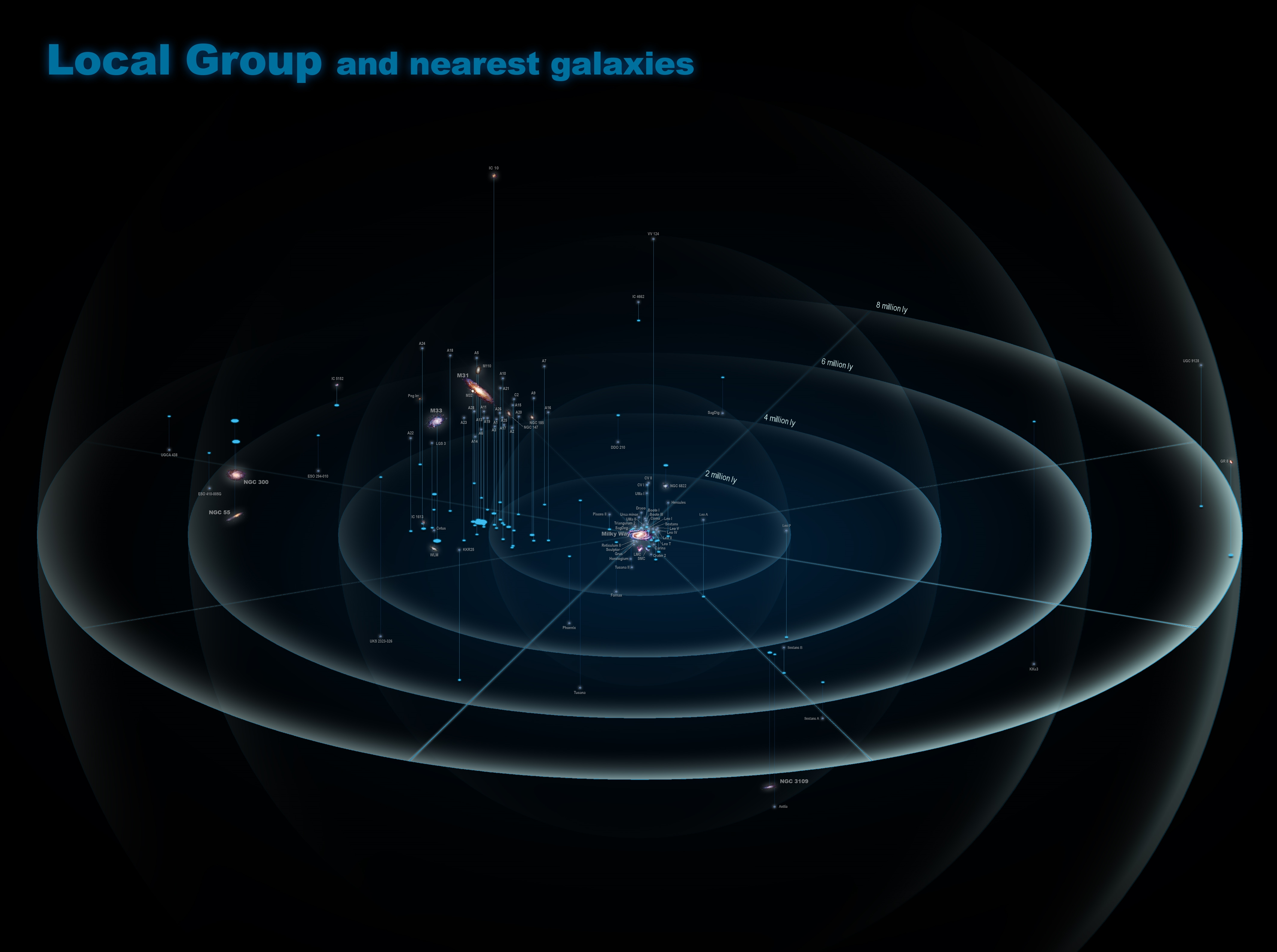
Il Gruppo Locale di galassie, con i membri principali (la Galassia di Andromeda, la Via Lattea, la Galassia del triangolo). Inoltre sono mostrate alcune delle galassie più vicine al gruppo, non legate gravitazionalmente a questo.

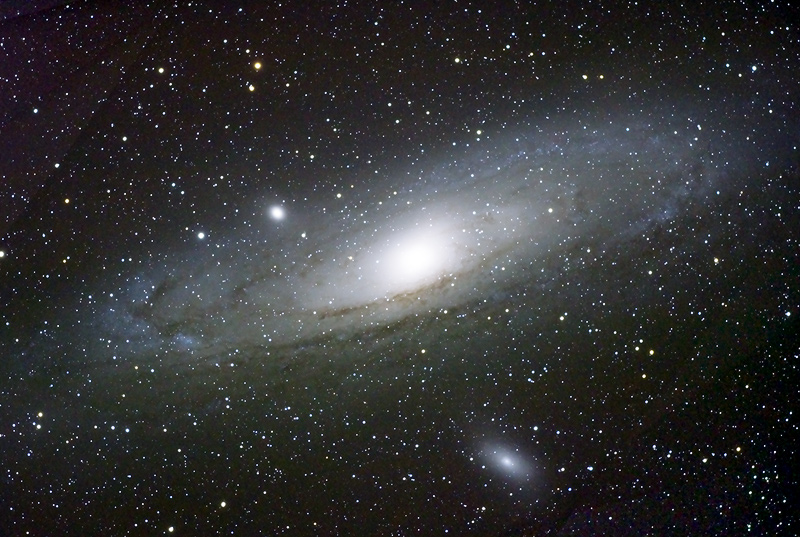
Galassia di Andromeda

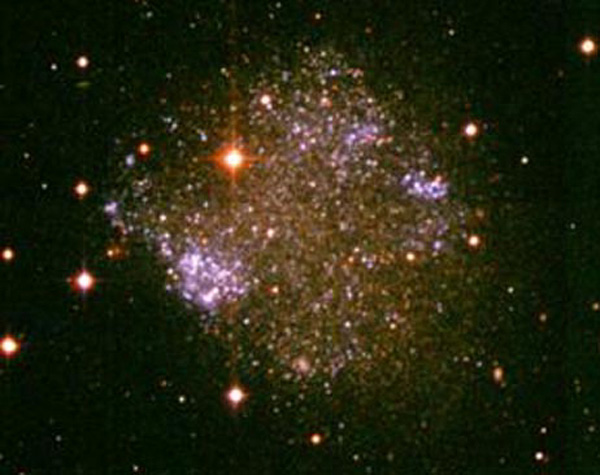
Sestante A, un membro del Gruppo Locale di galassie, posta alla distanza di 10 milioni di anni luce. Le stelle della Via Lattea, sovrapposte alla galassia a causa della prospettiva, appaiono gialle in questa foto. Sestante A è molto più lontana e i suoi ammassi stellari blu sono ben visibili.

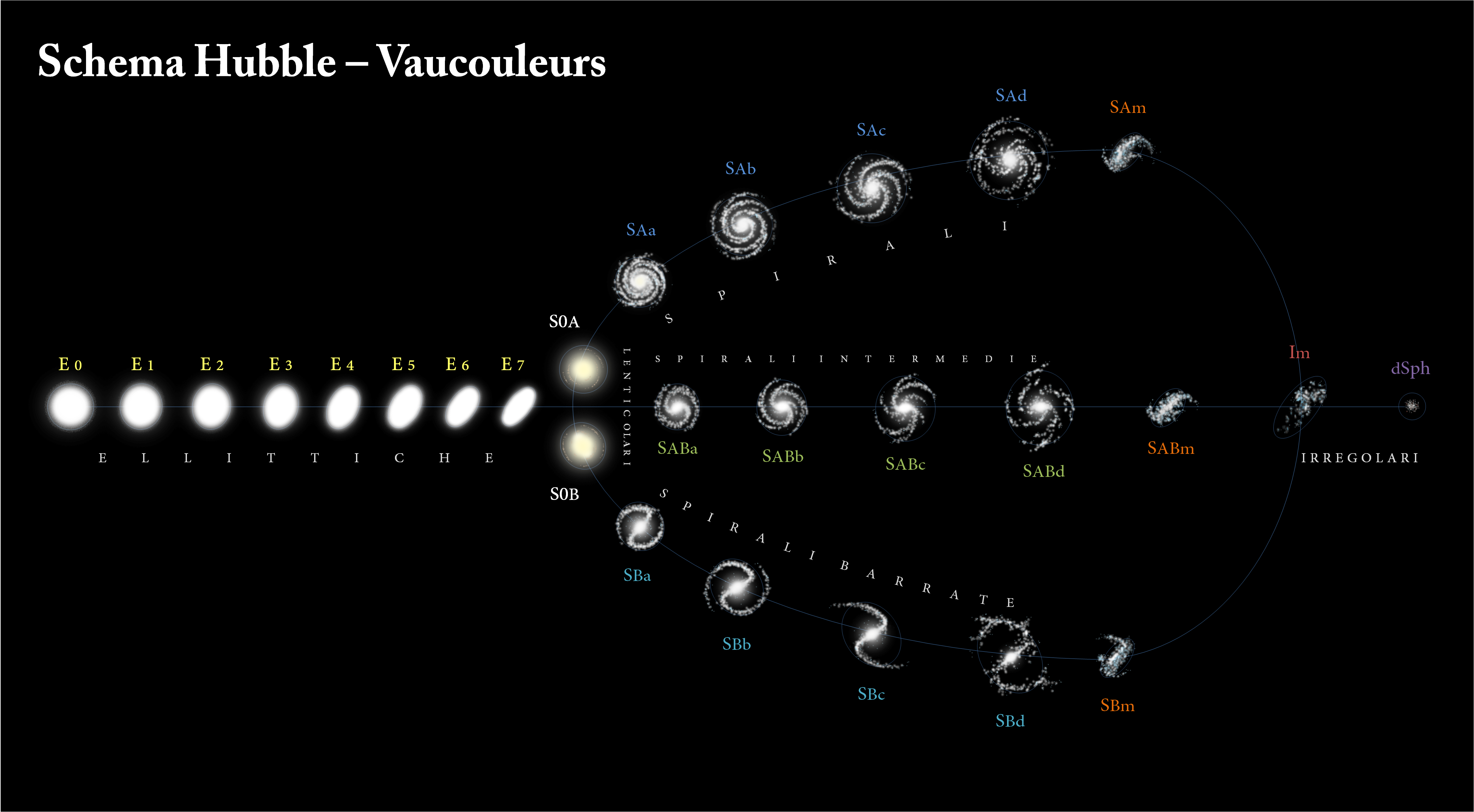
Schema Hubble-Vaucouleurs: E (ellittiche), S0 (lenticolari), SA (spirali), SB (spirali barrate), SAB (spirali intermedie), SAm-SBm (spirali magellaniche), Irr (irregolari), dSph (nane sferoidali)

Il Gruppo Locale è il gruppo di galassie di cui fa parte la Via Lattea, dove si trova la Terra. Il Gruppo Locale comprende più di 80 galassie, per la maggior parte di piccole dimensioni, e il suo centro di massa si trova in un punto compreso fra la Via Lattea e la Galassia di Andromeda. Il gruppo ha un diametro di circa 10 milioni di anni luce o 3,1 Mpc, diviso principalmente in due grossi centri con una forma assimilabile a un manubrio.
La massa totale stimata per il gruppo è di (1,29±0,14)×1012 M⊙, mentre la sua dispersione di velocità è di 61±8 km/s.

## Descrizione
Il Gruppo Locale è un gruppo di galassie simile ad altri nell'universo. Con gli altri 5 gruppi più vicini (Gruppo dello Scultore, Gruppo di galassie di Maffei 1, Gruppo di M81, Gruppo di Centaurus A/M83 e Gruppo di M94 e con l'Ammasso della Vergine, grosso e massiccio gruppo di galassie distante solo 50 milioni di anni luce) fa parte di una struttura più ampia ed estesa conosciuta come Superammasso della Vergine, costituito da vari ammassi e gruppi di galassie, che a sua volta rientra nel Superammasso Laniakea.
I membri più massicci del Gruppo sono le tre grandi spirali presenti: la Galassia di Andromeda, seguita dalla Via Lattea e dalla Galassia del Triangolo. Ognuna di esse forma un sottogruppo formato da un sistema di galassie "satelliti".
- Il sottogruppo della Via Lattea

Questo sistema è abbastanza dinamico mostrando interazioni, passate o ancora in atto, tra le galassie satelliti e la Via Lattea. Tale gruppo è formato da: Via Lattea, Nana del Cane Maggiore, Nube di Smith, Segue 1, Nana dell'Orsa Maggiore I, Nana dell'Orsa Maggiore II, Nana del Boote III, Grande Nube di Magellano, Piccola Nube di Magellano, Nana del Boote I, Galassia Nana dell'Orsa Minore, Galassia Nana del Drago, Nana della Carena, Galassia Nana del Sestante, Galassia Nana dello Scultore, Galassia Leo I, Galassia Leo II, Galassia Leo V, Galassia Leo IV, Nana di Ercole, Nana dei Pesci II, Galassia Nana della Fornace, Nana dei Cani da Caccia I, Nana dei Cani da Caccia II.
- Il sottogruppo di M31

Altro grande sottogruppo è quello di Andromeda composto da: M31 (Galassia di Andromeda), M32, M110, NGC 147, NGC 185, IC 10, Peg DIG, And I, And II, And III, And V, And VI, And VII, And VIII, And IX e And X, And XI, And XII, And XIII, And XIV.
- Il sottogruppo di M33

Il sottogruppo del Triangolo, anche se considerato come parte integrante del sottogruppo di Andromeda, presenta una sua autonomia descrivendo un'orbita molto ampia attorno a M31. Il sistema è formato da M33 (Galassia del Triangolo) e due possibili satelliti: Andromeda XXII/Triangulum I e Pisces VII/Triangulum III. La Galassia Nana dei Pesci I (LGS 3), era stata proposta come possibile satellite, ma studi seguenti lo hanno escluso.
- Il sottogruppo di NGC 3109

È un sottogruppo posto quasi ai confini del Gruppo Locale ed è formato da due sistemi binari galattici: NGC 3109 e la Nana dell'Antlia, e le più distanti Sestante A e Sestante B.
- Galassie libere

Gli altri membri del gruppo sono separati gravitazionalmente da questi grandi sottogruppi e sono: Leo T, Leo A, IC 1613, Nana della Fenice, NGC 6822, Nana del Tucano, Nana della Balena, Peg Dig, Galassia di Wolf-Lundmark-Melotte, Nana dell'Acquario, Sag Dig.
- Galassie di confine

Ai limiti del Gruppo Locale, in cui le dinamiche gravitazionali sono debolissime o nulle, si posizionano alcune galassie che fanno da ponte tra il nostro gruppo e il vicinato galattico. Queste sono: UKS 2323-326, IC 5152, NGC 1569, NGC 4214, GR 8, UGC 9128, IC 4662.

## Etimologia
Il termine Gruppo locale fu introdotto nel 1936 da Edwin Hubble nel VI capitolo del suo libro "The realm of the Nebulae" dove lo definisce come un tipico piccolo gruppo di nebulose isolate nello spazio più ampio. Nel libro egli mise in ordine decrescente di luminosità le 11 galassie allora conosciute e identificò IC 10 come possibile membro del gruppo.
Dalla sua iniziale classificazione il numero di galassie facenti parte del Gruppo Locale è cresciuto significativamente; in particolare dopo la scoperta di numerose galassie nane o a bassa luminosità.

### Lista dei componenti del Gruppo Locale
| Galassie a spirale                                           | Galassie a spirale | Galassie a spirale        | Galassie a spirale  | Galassie a spirale | Galassie a spirale     | Galassie a spirale | Galassie a spirale |
| nome                                                         | immagine           | tipo                      | costellazione       | distanza (x 1000 a.l.) | diametro (x 1000 a.l.) | anno scoperta      | note |
| ------------------------------------------------------------ | ------------------ | ------------------------- | ------------------- | --- | ---------------------- | ------------------ | --- |
| Via Lattea                                                   |                    | SBbc                      | Sagittario (centro) | 0 | 110                    | preistoria         | La nostra galassia; la seconda del gruppo per dimensioni |
| Galassia di Andromeda (M31, NGC 224)                         |                    | SA(s)b                    | Andromeda           | 2560±50 | 240                    | 964                | È la più grande e massiccia del gruppo. |
| Galassia del Triangolo (M33, NGC 598)                        |                    | SA(s)cd                   | Triangolo           | 2735±55 | 55                     | 1654               | È la terza del gruppo in ordine di grandezza. È una possibile galassia satellite della Galassia Andromeda.                                                                       |
| Galassie ellittiche                                          |                    |                           |                     | |                        |                    | |
| nome                                                         | immagine           | tipo                      | costellazione       | distanza (x 1000 a.l.) | diametro (x 1000 a.l.) | anno scoperta      | note |
| M32 (NGC 221)                                                |                    | E2                        | Andromeda           | 2625±115 | 8                      | 1749               | Galassia satellite della Galassia di Andromeda. |
| Galassie irregolari                                          |                    |                           |                     | |                        |                    | |
| nome                                                         | immagine           | tipo                      | costellazione       | distanza (x 1000 a.l.) | diametro (x 1000 a.l.) | anno scoperta      | note |
| Galassia di Wolf-Lundmark-Melotte (WLM, DDO 221)             |                    | Ir+                       | Balena              | 3020±80 | 9                      | 1909               | |
| IC 10                                                        |                    | KBm or Ir+                | Cassiopea           | 2690±165 | 8                      | 1890               | |
| Piccola Nube di Magellano (SMC, NGC 292)                     |                    | SB(s)m pec                | Tucano              | 195±15 | 8                      | preistoria         | Galassia satellite della Via Lattea |
| Nana Ellittica del Cane Maggiore                             |                    | dIrr                      | Cane Maggiore       | 42 | 5?                     | 2003               | Galassia satellite della Via Lattea, ma la sua esistenza è messa in dubbio. |
| Nana dei Pesci I (LGS3)                                      |                    | dIrr                      | Pesci               | 260±30 | 3                      | 2009               | Galassia satellite della Galassia del Triangolo? |
| IC 1613 (UGC 668)                                            |                    | IAB(s)m V                 | Balena              | 2365±50 | 10                     | 1906               | Non pare essere legata gravitazionalmente a nessuna galassia |
| Nana della Fenice                                            |                    | dIrr                      | Fenice              | 1450±100 | 2                      | 1976               | |
| Grande Nube di Magellano (LMC, PGC 17223)                    |                    | Irr/SB(s)m                | Dorado              | 165±5 | 15                     | preistoria         | Nel gruppo è la quarta galassia per dimensioni. Galassia satellite della Via Lattea.                                                                                             |
| Leo A (Leo III)                                              |                    | IBm V                     | Leone               | 2250±325 | 4                      | 1942               | È isolata e non ha interazione con altre galassie |
| Sestante B (UGC 5373, DDO 70)                                |                    | Ir+IV-V                   | Sestante            | 4385±325 | 4                      | 1985               | Probabilmente si trova appena al di fuori dell’estremità del gruppo. |
| NGC 3109                                                     |                    | Ir+IV-V                   | Idra                | 4075±540 | 21                     | 1836               | Situata ai confine del gruppo e legata gravitazionalmente alla Galassia Nana della Macchina Pneumatica.                                                                          |
| Sestante A (UGCA 205)                                        |                    | Ir+V                      | Sestante            | 4350±120 | 6                      | 1942               | È la galassia più lontana che fa parte del gruppo. |
| Andromeda IV                                                 |                    | Irr?                      | Andromeda           | 22000 |                        | 1972               | Ritenuta inizialmente un ammasso globulare, con le osservazioni di Hubble nel 2000 si è chiarito trattarsi di una galassia nana isolate forse oltre i confini del Gruppo Locale. |
| Nana della Gru II (Grus II)                                  |                    | IAm                       | Gru                 | 53±5 | 0,7                    | 2015               | È più vicina alla Piccola Nube di Magellano (33 kpc) che alla Via Lattea. |
| Galassie nane ellittiche                                     |                    |                           |                     | |                        |                    | |
| nome                                                         | immagine           | tipo                      | costellazione       | distanza (x 1000 a.l.) | diametro (x 1000 a.l.) | anno scoperta      | note |
| M110 (NGC 205)                                               |                    | dE6p                      | Andromeda           | 2690±80 | 15                     | 1773               | galassia satellite della Galassia di Andromeda. |
| NGC 147 (DDO 3)                                              |                    | dE5 pec                   | Cassiopea           | 2370±50 | 11                     | 1830               | galassia satellite della Galassia di Andromeda. |
| Nana Irregolare del Sagittario (Sag DIG)                     |                    | IB(s)m V                  | Sagittario          | 3460±520 | 3                      | 1977               | Non è certo che sia un membro del gruppo essendo la più remota dal baricentro del Gruppo Locale.                                                                                 |
| NGC 6822 (Galassia di Barnard)                               |                    | IB(s)m IV-V               | Sagittario          | 1520±85 | 8                      | 1884               | |
| Nana Irregolare di Pegaso (Peg Dig, DDO 216)                 |                    | dIrr                      | Pegaso              | 3000±80 | 6                      | 1950               | |
| Galassie nane sferoidali                                     |                    |                           |                     | |                        |                    | |
| nome                                                         | immagine           | tipo                      | costellazione       | distanza (x 1000 a.l.) | diametro (x 1000 a.l.) | anno scoperta      | note |
| Nana del Boote I                                             |                    | dSph                      | Boote               | 197±18 | 1                      | 2006               | La galassia appare completamente disgregata dalle forze mareali della Via Lattea                                                                                                 |
| Nana della Balena                                            |                    | dSph/E4                   | Balena              | 2485±65 | 3                      | 1999               | Non è una galassia satellite, trovandosi in posizione isolata. |
| Nana dei Cani da Caccia I                                    |                    | dSph                      | Cani da Caccia      | 720±1 | 6,5                    | 2006               | È una delle più distanti galassie satellite della Via Lattea. |
| Nana dei Cani da Caccia II                                   |                    | dSph                      | Cani da Caccia      | 489±46 | 1                      | 2006               | Galassia satellite della Via Lattea. |
| KKs 3 (PGC 9140)                                             |                    | dSph                      | Idra                | 6900±200 |                        | 2014               | |
| Andromeda III                                                |                    | dE2                       | Andromeda           | 2450±50 | 3                      | 1970               | Galassia satellite della Galassia di Andromeda |
| NGC 185                                                      |                    | dE3 pec                   | Cassiopea           | 2010±60 | 9,7                    | 1787               | Galassia satellite della Galassia di Andromeda. |
| Andromeda I                                                  |                    | dE3 pec                   | Andromeda           | 2165±40 | 3                      | 1970               | Galassia satellite della Galassia di Andromeda. |
| Nana dello Scultore (Scl dSph)                               |                    | dE3                       | Scultore            | 258±13 | 2,7                    | 1937               | Galassia satellite della Via Lattea. |
| Nana Sferoidale di Pegaso (Andromeda VI)                     |                    | dSph                      | Andromeda           | 2595±50 | 3                      | 1998               | Galassia satellite della Galassia di Andromeda. |
| Andromeda II                                                 |                    | dE0                       | Andromeda           | 2450±50 | 3                      | 1970               | Galassia satellite della Galassia di Andromeda. |
| Nana della Fornace (Fornax dSph)                             |                    | dSph/E2                   | Fornace             | 450±26 | 2                      | 1938               | Galassia satellite della Via Lattea. |
| Nana della Carena (PGC 19441)                                |                    | dE3                       | Carena              | 329±16 | 1,7                    | 1977               | Galassia satellite della Via Lattea. |
| Nana della Macchina Pneumatica                               |                    | dE3/dSph/Irr?             | Macchina Pneumatica | 4030±210 | 3                      | 1997               | |
| Leo I (DDO 74)                                               |                    | dE3                       | Leone               | 815±100 | 1,7                    | 1950               | Galassia satellite della Via Lattea. |
| Nana del Sestante (Sestante I)                               |                    | dE3                       | Sestante            | 280±13 | 1,7                    | 1990               | Galassia satellite della Via Lattea. |
| Leo II (Leo B)                                               |                    | dE0 pec                   | Leone               | 669±39 | 2,3                    | 1950               | Galassia satellite della Via Lattea. |
| Nana dell’Orsa Minore (UMi Dwarf)                            |                    | dE4                       | Orsa Minore         | 215±10 | 1,3                    | 1954               | Galassia satellite della Via Lattea. |
| Nana del Drago (DDO 208)                                     |                    | dE0 pec                   | Dragone             | 267±20 | 2,3                    | 1954               | Galassia satellite della Via Lattea. |
| Nana Ellittica del Sagittario (Sag DEG)                      |                    | dSph/E7                   | Sagittario          | 78±7 | 7                      | 1994               | Galassia satellite della Via Lattea. |
| Nana del Tucano (PGC 69519)                                  |                    | dE5                       | Tucano              | 2870±130 | 2                      | 1990               | |
| Nana di Cassiopea (Andromeda VII)                            |                    | dSph                      | Cassiopea           | 2465±95 | 2                      | 1999               | Galassia satellite della Galassia di Andromeda. |
| Nana Sferoidale di Pegaso (Andromeda VI)                     |                    | dSph                      | Pegaso              | 2595±50 | 3                      | 1998               | Galassia satellite della Galassia di Andromeda. |
| Nana dell’Orsa Maggiore I                                    |                    | dSph                      | Orsa Maggiore       | 330±1 | ?                      | 2005               | Galassia satellite della Via Lattea. |
| Nana dell’Orsa Maggiore II                                   |                    | dSph                      | Orsa Maggiore       | 330±1 | ?                      | 2005               | Galassia satellite della Via Lattea. |
| Leo P                                                        |                    | dSph                      | Leone               | 5280±490 | 3,9                    | 2005               | Non è una galassia satellite, trovandosi in posizione isolata. |
| Leo IV                                                       |                    | dSph                      | Leone               | 522±47 | 1                      | 2006               | Galassia satellite della Via Lattea. |
| Leo V                                                        |                    | dSph                      | Leone               | 570±30 | 0,7                    | 2008               | Galassia satellite della Via Lattea. |
| Leo T                                                        |                    | dSph/Irr                  | Leone               | 1360±65 | 0,6                    | 2007               | Galassia satellite della Via Lattea. |
| Nana del Boote II                                            |                    | dSph                      | Boote               | 136±7 | 0,3                    | 2007               | Galassia satellite della Via Lattea. |
| Nana del Boote III                                           |                    | dSph                      | Boote               | 150±1 | 3,3                    | 2009               | Galassia satellite della Via Lattea. |
| Nana della Chioma di Berenice                                |                    | dSph                      | Chioma di Berenice  | 143±13 | 0,5                    | 2006               | Galassia satellite della Via Lattea. |
| Segue 2                                                      |                    | dSph                      | Ariete              | 114 | 0,2                    | 2009               | Galassia satellite della Via Lattea. |
| Nana di Ercole                                               |                    | dSph                      | Ercole              | 457±41 | 2,3                    | 2006               | Galassia satellite della Via Lattea. |
| Nana dei Pesci II                                            |                    | dSph                      | Pesci               | 585±1 | 0,4                    | 2010               | Galassia satellite della Via Lattea. |
| Nana del Reticolo II                                         |                    | dSph                      | Reticolo            | 97,8±6,5 | 0,2                    | 2015               | Galassia satellite della Via Lattea. |
| Nana di Eridano II                                           |                    | dSph                      | Eridano             | |                        |                    | Galassia satellite della Via Lattea. |
| Nana della Gru I                                             |                    | dSph                      | Gru                 | |                        |                    | Galassia satellite della Via Lattea. |
| Nana del Tucano II                                           |                    | dSph                      | Tucano              | |                        |                    | Galassia satellite della Via Lattea. |
| Nana del Triangolo II/Laevens 2                              |                    | dSph?                     | Triangolo           | 36 |                        | 2015               | candidata satellite della Via Lattea. |
| Nana dell'Idra II                                            |                    | dSph?                     | Idra                | 128±10 |                        | 2015               | candidata satellite della Via Lattea. |
| Nana di Pegaso III                                           |                    | dSph?                     | Pegaso              | 205±20 |                        | 2015               | candidata satellite della Via Lattea. |
| Nana del Sagittario II/Laevens 5                             |                    | dSph?                     | Sagittario          | 60±5 | 0,076                  | 2015               | candidata satellite della Via Lattea. |
| Nana del Tucano III (Tucana III)                             |                    | dSph?                     | Tucano              | 25±2 |                        | 2015               | candidata satellite della Via Lattea, la cui azione gravitazionale la sta smembrando.                                                                                            |
| Nana della Colomba I                                         |                    | dSph?                     | Colomba             | 182±18 |                        | 2015               | candidata satellite della Via Lattea. |
| Nana del Tucano IV                                           |                    | dSph?                     | Tucano              | 48±4 |                        | 2015               | candidata satellite della Via Lattea; tuttavia si trova a soli 18 kpc dalla Piccola Nube di Magellano.                                                                           |
| Nana del Reticolo III                                        |                    | dSph?                     | Reticolo            | 92±13 |                        | 2015               | candidata satellite della Via Lattea. |
| Nana del Tucano V                                            |                    | dSph?                     | Tucano              | 55±9 |                        | 2015               | candidata satellite della Via Lattea; tuttavia si trova a soli 14 kpc dalla Piccola Nube di Magellano.                                                                           |
| Nana della Balena II                                         |                    | dSph?                     | Balena              | 30±3 |                        | 2015               | candidata satellite della Via Lattea. |
| Nana della Vergine I                                         |                    | dSph                      | Vergine             | 284 | 0,25                   | 2016               | candidata satellite della Via Lattea. |
| Andromeda V                                                  |                    | dSph                      | Andromeda           | 2520±80 | 2                      | 1998               | satellite della Galassia di Andromeda. |
| Andromeda VIII                                               |                    | dSph                      | Andromeda           | 2500±200 | ?                      | 2003               | satellite della Galassia di Andromeda. |
| Andromeda IX                                                 |                    | dSph                      | Andromeda           | 2505±75 | 4                      | 2004               | satellite della Galassia di Andromeda. |
| Andromeda X                                                  |                    | dSph                      | Andromeda           | 2900±120 | 5                      | 2005               | satellite della Galassia di Andromeda. |
| Andromeda XI                                                 |                    | dSph                      | Andromeda           | 2560±325 | 2                      | 2006               | satellite della Galassia di Andromeda. |
| Andromeda XII                                                |                    | dSph                      | Andromeda           | 2560±325 | 2                      | 2006               | satellite della Galassia di Andromeda. |
| Andromeda XIII                                               |                    | dSph                      | Andromeda           | 2560±325 | 2                      | 2006               | satellite della Galassia di Andromeda. |
| Andromeda XIV                                                |                    | dSph                      | Andromeda           | 2400±500 | ?                      | 2006               | satellite della Galassia di Andromeda. |
| Andromeda XVIII                                              |                    | dSph                      | Andromeda           | 4570 | ?                      | 2008               | satellite della Galassia di Andromeda. |
| Di non chiara identificazione                                |                    |                           |                     | |                        |                    | |
| nome                                                         | immagine           | tipo                      | costellazione       | note |                        |                    | |
| Corrente stellare della Vergine                              |                    | dSph (resto di galassia)? | Vergine             | In fase di fusione con la Via Lattea. |                        |                    | |
| Willman 1                                                    |                    | dSph o ammasso globulare? | Orsa Maggiore       | distante 147.000 anni luce. |                        |                    | |
| UGCA 86 (PGC 14241)                                          |                    | Irr, dE o S0              | Giraffa             | Non fa parte del Gruppo Locale. È un membro del Gruppo di galassie di Maffei 1. |                        |                    | |
| UGCA 92 (PGC 15439)                                          |                    | Irr o S0                  | Giraffa             | Non fa parte del Gruppo Locale. È un membro del Gruppo di galassie di Maffei 1. |                        |                    | |
| Nana dell’Orologio I                                         |                    | dSph o ammasso globulare  | Orologio            | satellite della Via Lattea. |                        |                    | |
| Nana del Pittore I                                           |                    | dSph o ammasso globulare  | Pittore             | satellite della Via Lattea. |                        |                    | |
| Nana della Fenice II                                         |                    | dSph o ammasso globulare  | Fenice              | satellite della Via Lattea. |                        |                    | |
| Nana dell’Indiano I                                          |                    | dSph o ammasso globulare  | Indiano             | satellite della Via Lattea. |                        |                    | |
| Nana di Eridano III                                          |                    | dSph o ammasso globulare  | Eridano             | satellite della Via Lattea. |                        |                    | |
| Segue 1                                                      |                    | dSph?                     | Leone               | non confermata galassia satellite della Via Lattea; ammasso globulare? |                        |                    | |
| Nana del Drago II/Laevens 4                                  |                    | ?                         | Dragone             | ha caratteristiche in parte di galassia nana e in parte di ammasso globulare. |                        |                    | |
| Probabili non membri del Gruppo Locale                       |                    |                           |                     | |                        |                    | |
| nome                                                         | immagine           | tipo                      | costellazione       | note |                        |                    | |
| GR 8 (UGC 8091)                                              |                    | Im V                      | Vergine             | Non è ancora chiaro se faccia parte o meno del Gruppo Locale. |                        |                    | |
| IC 5152                                                      |                    | IAB(s)m IV                | Indiano             | Non è ancora chiaro se faccia parte o meno del Gruppo Locale. |                        |                    | |
| NGC 55                                                       |                    | SB(s)m                    | Scultore            | È accertato che fa parte del Gruppo dello Scultore |                        |                    | |
| Galassia Nana dell'Aquario (DDO 210)                         |                    | Im V                      | Aquario             | Persistono dubbi sull’appartenenza al Gruppo Locale essendo in una posizione estremamente isolata. |                        |                    | |
| NGC 404                                                      |                    | E0 or SA(s)0-             | Andromeda           | È accertato che si trova al di fuori del Gruppo Locale |                        |                    | |
| NGC 1560 (IC 2062)                                           |                    | Sd                        | Giraffa             | Fa parte del Gruppo di galassie di Maffei 1. |                        |                    | |
| NGC 1569                                                     |                    | Irp+ III-IV               | Giraffa             | Fa parte del Gruppo di galassie di Maffei 1. |                        |                    | |
| NGC 4214 (UGC 7278)                                          |                    | Sd                        | Cani da Caccia      | Situata appena al di fuori del gruppo Locale. |                        |                    | |
| IC 4662                                                      |                    | IBm                       | Pavone              | Situata ai confini del Gruppo Locale di cui probabilmente non fa parte. |                        |                    | |
| Camelopardalis A (Cam A)                                     |                    | Irr                       | Giraffa             | Fa parte del Gruppo di galassie di Maffei 1. |                        |                    | |
| Nana di Argo                                                 |                    | Irr                       | Carena              | |                        |                    | |
| ESO 347-8 (2318–42)                                          |                    | Irr                       | Gru                 | |                        |                    | |
| UKS 2323-326                                                 |                    | Irr                       | Scultore            | |                        |                    | |
| UGC 9128 (DDO 187)                                           |                    | Irp+                      | Boote               | Si trova al di fuori dei confine del Gruppo Locale. |                        |                    | |
| Oggetti del Gruppo Locale non più riconosciuti come galassie |                    |                           |                     | |                        |                    | |
| nome                                                         | immagine           | tipo                      | costellazione       | note |                        |                    | |
| Omega Centauri                                               |                    | ammasso globulare         | Centauro            | È un ammasso globulare, quanto resta di un'antica galassia assorbita dalla Via Lattea. |                        |                    | |
| Sestante C (Palomar 3)                                       |                    | Ammasso globulare         | Sestante            | Situato a 302.000 anni luce dalla Terra. È un ammasso globulare precedentemente classificato come galassia nana sferoidale. |                        |                    | |
| Palomar 12                                                   |                    | ammasso globulare         | Capricorno          | È un ammasso globulare precedentemente classificato come galassia nana sferoidale. |                        |                    | |
| Palomar 4 (già denominato Ursa Major Dwarf)                  |                    | ammasso globulare         | Orsa Maggiore       | È un ammasso globulare precedentemente classificato come galassia nana sferoidale. |                        |                    | |
| Mayall II (M31 G1)                                           |                    | GC XII                    | Andromeda           | Considerato un ammasso globurale della Galassia di Andromeda, è plausibile si tratti di un'antica galassia assorbita. |                        |                    | |
| altri oggetti del Gruppo Locale di rilevante importanza      |                    |                           |                     | |                        |                    | |
| nome                                                         | immagine           | tipo                      | costellazione       | note |                        |                    | |
| Nube di Smith                                                |                    | HCV                       | Vergine             | È un nube interstellare ad alta velocità che entrerà in collisione con la Via Lattea entro 20-40 milioni di anni generando un'intensa attività di formazione stellare.                                                             |                        |                    | |
| Anello dell'Unicorno                                         |                    |                           | Unicorno            | È un anello di stelle intorno alla Via Lattea che potrebbe rappresentare una corrente stellare originatasi dalla Nana Ellittica del Cane Maggiore; per altri potrebbe trattarsi solo di un'ondulazione del disco della Via Lattea. |                        |                    | |
| HVC 127-41-330                                               |                    | HVC                       | Pesci               | È un nube interstellare ad alta velocità situata a 2,3 milioni di anni luce dalla Terra tra la Galassia di Andromeda e la Galassia del Triangolo.                                                                                  |                        |                    | |

## Rappresentazione grafica
La nostra posizione nell'Universo osservabile.